# Estancarbon
Estancarbon est une commune française située dans l'ouest du département de la Haute-Garonne, en région Occitanie. Sur le plan historique et culturel, la commune est dans le pays de Comminges, correspondant à l’ancien comté de Comminges, circonscription de la province de Gascogne située sur les départements actuels du Gers, de la Haute-Garonne, des Hautes-Pyrénées et de l'Ariège.
Exposée à un climat océanique altéré, elle est drainée par la Garonne, le canal d'Auné, le ruisseau d'Angeles et par divers autres petits cours d'eau. La commune possède un patrimoine naturel remarquable : un site Natura 2000 (« Garonne, Ariège, Hers, Salat, Pique et Neste »), un espace protégé (« la Garonne, l'Ariège, l'Hers Vif et le Salat ») et deux zones naturelles d'intérêt écologique, faunistique et floristique.
Estancarbon est une commune rurale qui compte 615 habitants en 2022, après avoir connu une forte hausse de la population depuis 1975. Elle appartient à l'unité urbaine de Saint-Gaudens et fait partie de l'aire d'attraction de Saint-Gaudens. Ses habitants sont appelés les Estancarbonais ou  Estancarbonaises.

## Géographie

### Localisation
La commune d'Estancarbon se trouve dans le département de la Haute-Garonne, en région Occitanie.
Elle se situe à 77 km à vol d'oiseau de Toulouse, préfecture du département, et à 5 km de Saint-Gaudens, sous-préfecture.
Les communes les plus proches sont : 
Savarthès (2,4 km), Pointis-Inard (2,9 km), Landorthe (3,0 km), Miramont-de-Comminges (3,4 km), Rieucazé (3,8 km), Labarthe-Inard (4,2 km), Lespiteau (4,6 km), Saint-Médard (4,8 km).
Sur le plan historique et culturel, Estancarbon fait partie du pays de Comminges, correspondant à l’ancien comté de Comminges, circonscription de la province de Gascogne située sur les départements actuels du Gers, de la Haute-Garonne, des Hautes-Pyrénées et de l'Ariège.
Estancarbon est limitrophe de six autres communes.
Les communes limitrophes sont Landorthe, Labarthe-Inard, Miramont-de-Comminges, Pointis-Inard, Saint-Gaudens et Savarthès.
|                       | Landorthe     | Savarthès      |
| Saint-Gaudens         | Estancarbon   | Labarthe-Inard |
| Miramont-de-Comminges | Pointis-Inard |                |

### Les Hameaux
Deux hameaux sont sur la commune d'Estancarbon.
- Les Deux Villages
- La Roche

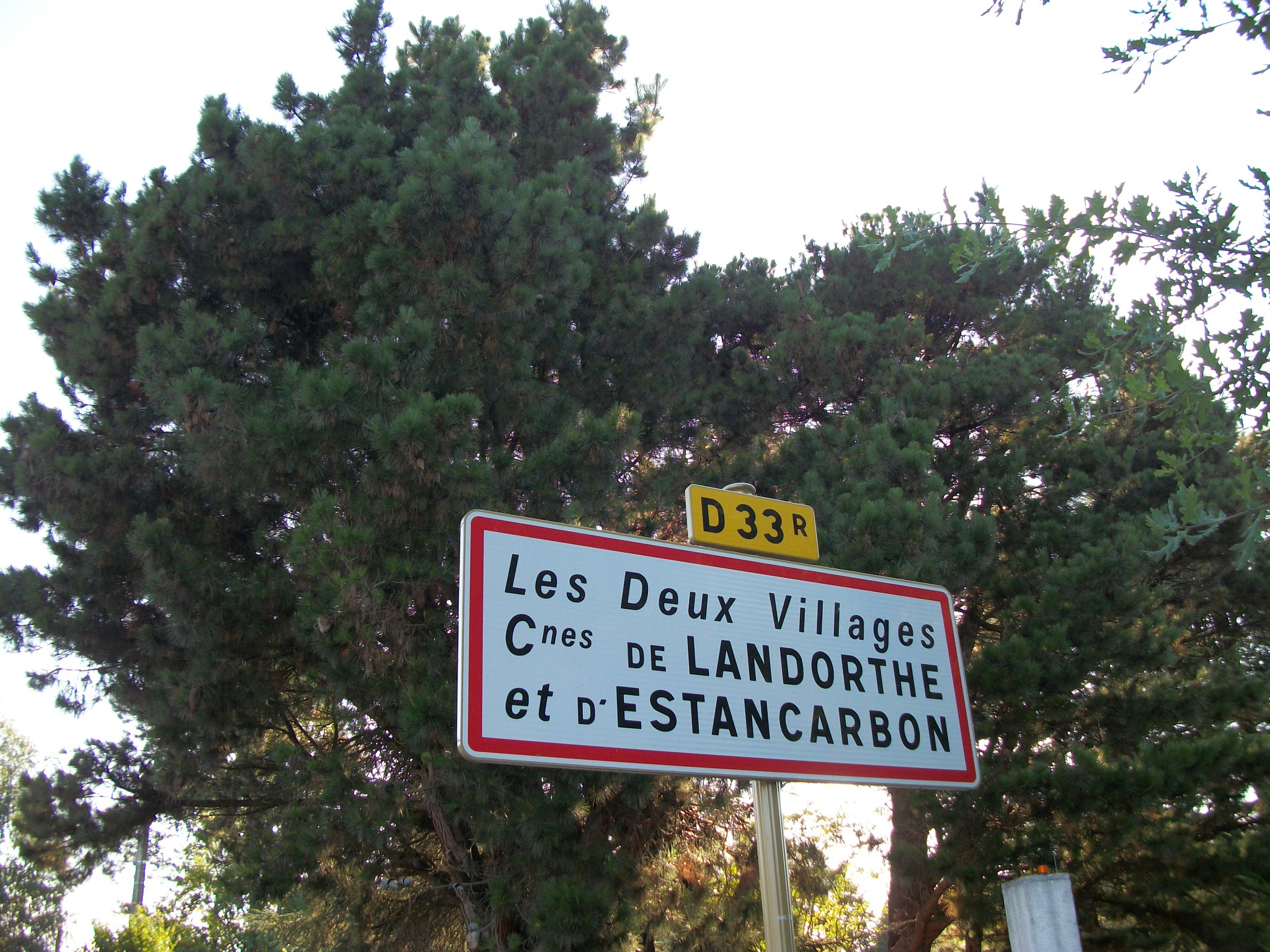
Les Deux Villages, Communes de Landorthe et d'Estancarbon
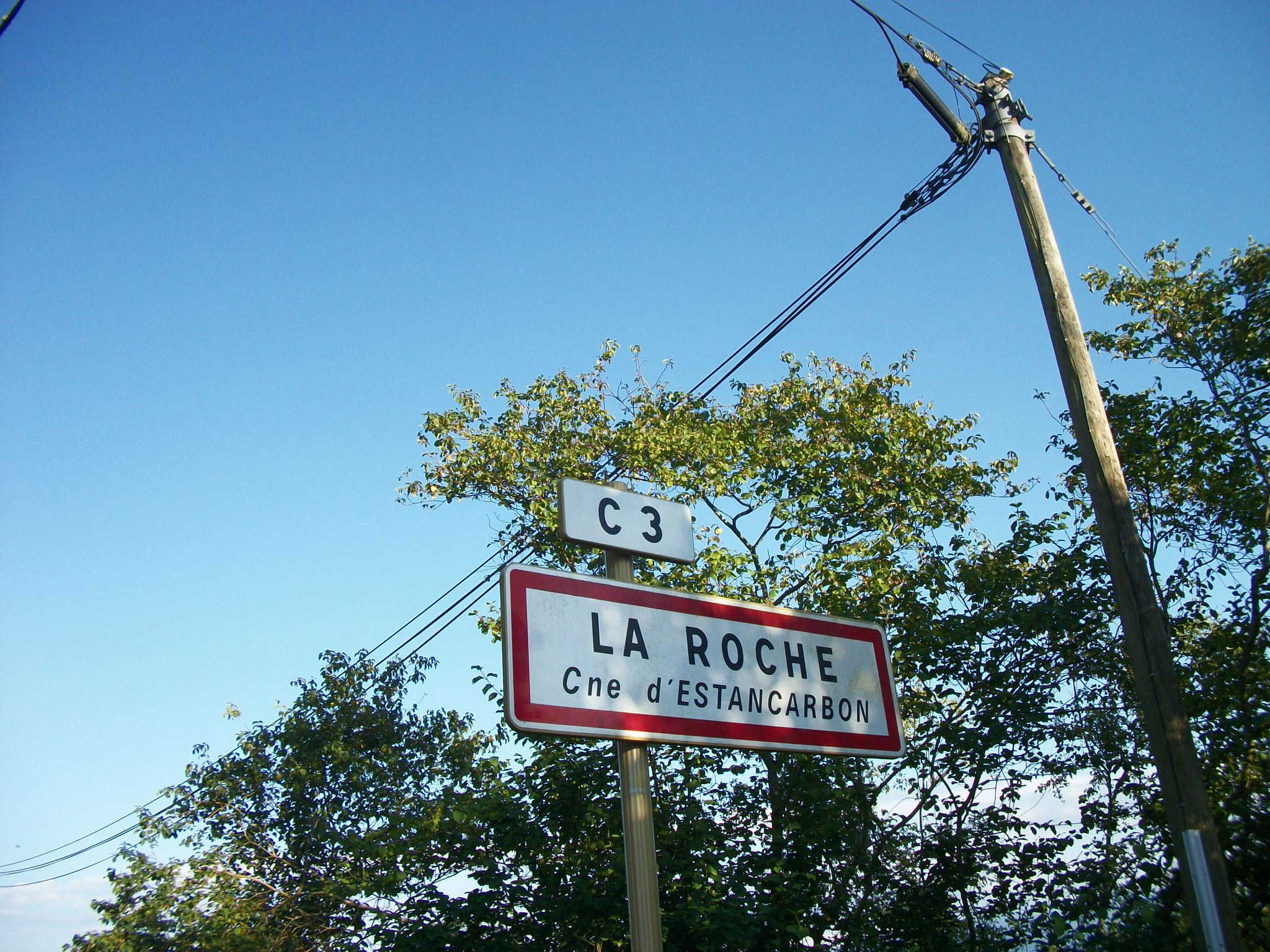
La Roche, commune d'Estancarbon

### Géologie et relief
La superficie de la commune est de 623 hectares ; son altitude varie de 325  à   392 mètres.

### Hydrographie

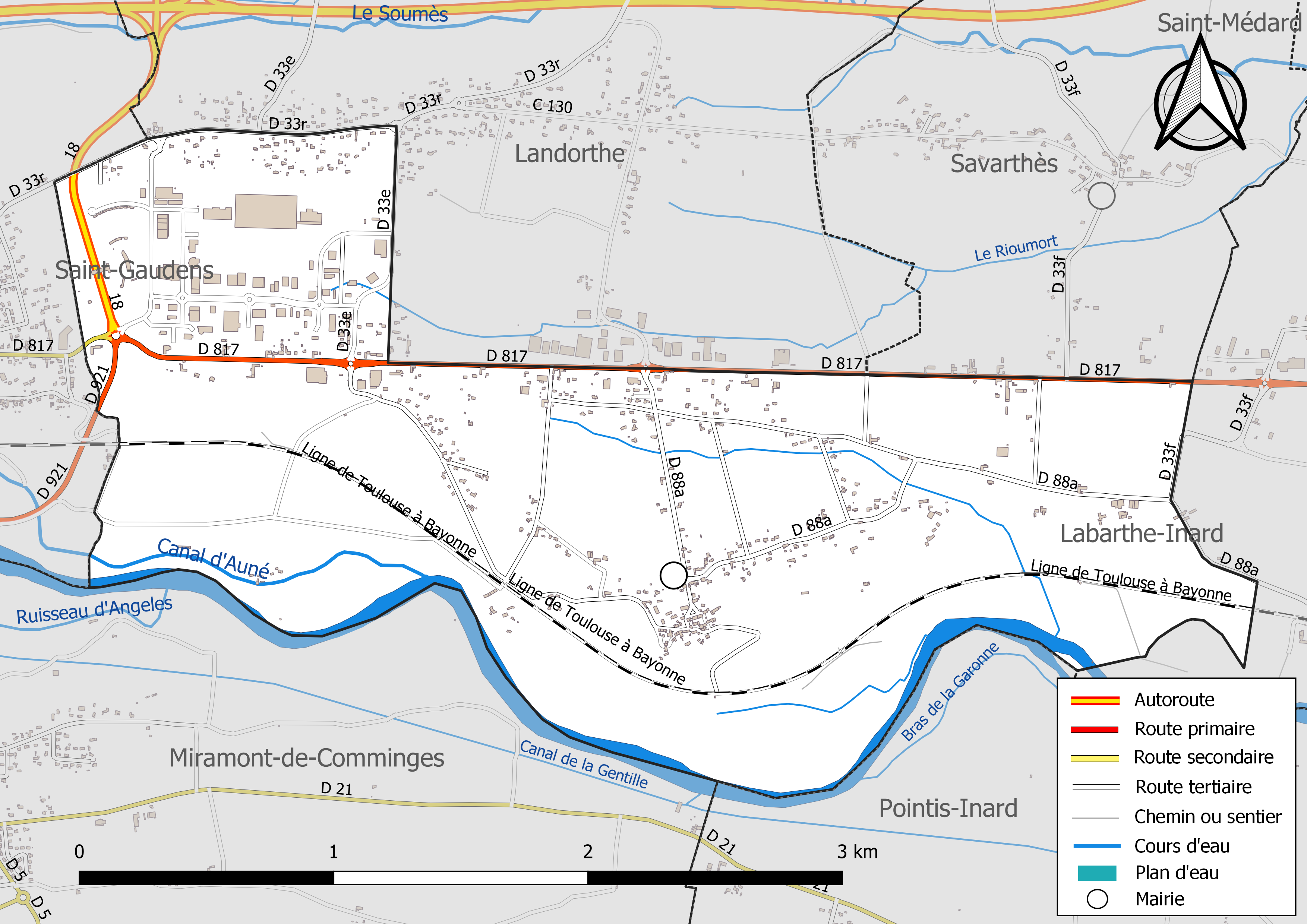
Réseaux hydrographique et routier d'Estancarbon.

La commune est dans le bassin de la Garonne, au sein du bassin hydrographique Adour-Garonne. Elle est drainée par la Garonne, le canal d'Auné, le ruisseau d'Angeles, un bras de la Garonne et par divers petits cours d'eau, constituant un réseau hydrographique de 8 km de longueur totale,.
La Garonne est un fleuve principalement français prenant sa source en Espagne et qui coule sur 529 km avant de se jeter dans l’océan Atlantique.
Le canal d'Auné, d'une longueur totale de 12,9 km, prend sa source dans la commune de Villeneuve-de-Rivière et s'écoule d'ouest en est. Il se jette dans la Garonne sur le territoire communal, après avoir traversé 3 communes.

### Climat
Pour des articles plus généraux, voir Climat de l'Occitanie et Climat de la Haute-Garonne.
En 2010, le climat de la commune est de type climat océanique altéré, selon une étude s'appuyant sur une série de données couvrant la période 1971-2000. En 2020, Météo-France publie une typologie des climats de la France métropolitaine dans laquelle la commune est exposée à un climat de montagne ou de marges de montagne et est dans la région climatique Pyrénées centrales, caractérisée par une pluviométrie annuelle de 1 000 à 1 200 mm.
Pour la période 1971-2000, la température annuelle moyenne est de 12,3 °C, avec une amplitude thermique annuelle de 14,8 °C. Le cumul annuel moyen de précipitations est de 896 mm, avec 9,6 jours de précipitations en janvier et 6,7 jours en juillet. Pour la période 1991-2020, la température moyenne annuelle observée sur la station météorologique la plus proche, située sur la commune de Clarac à 13 km à vol d'oiseau, est de 12,5 °C et le cumul annuel moyen de précipitations est de 804,9 mm,. Pour l'avenir, les paramètres climatiques de la commune estimés pour 2050 selon différents scénarios d’émission de gaz à effet de serre sont consultables sur un site dédié publié par Météo-France en novembre 2022.

### Milieux naturels et biodiversité

#### Espaces protégés
La protection réglementaire est le mode d’intervention le plus fort pour préserver des espaces naturels remarquables et leur biodiversité associée,.
Un  espace protégé est présent sur la commune : 
« la Garonne, l'Ariège, l'Hers Vif et le Salat », objet d'un arrêté de protection de biotope, d'une superficie de 1 658,7 ha.

#### Réseau Natura 2000

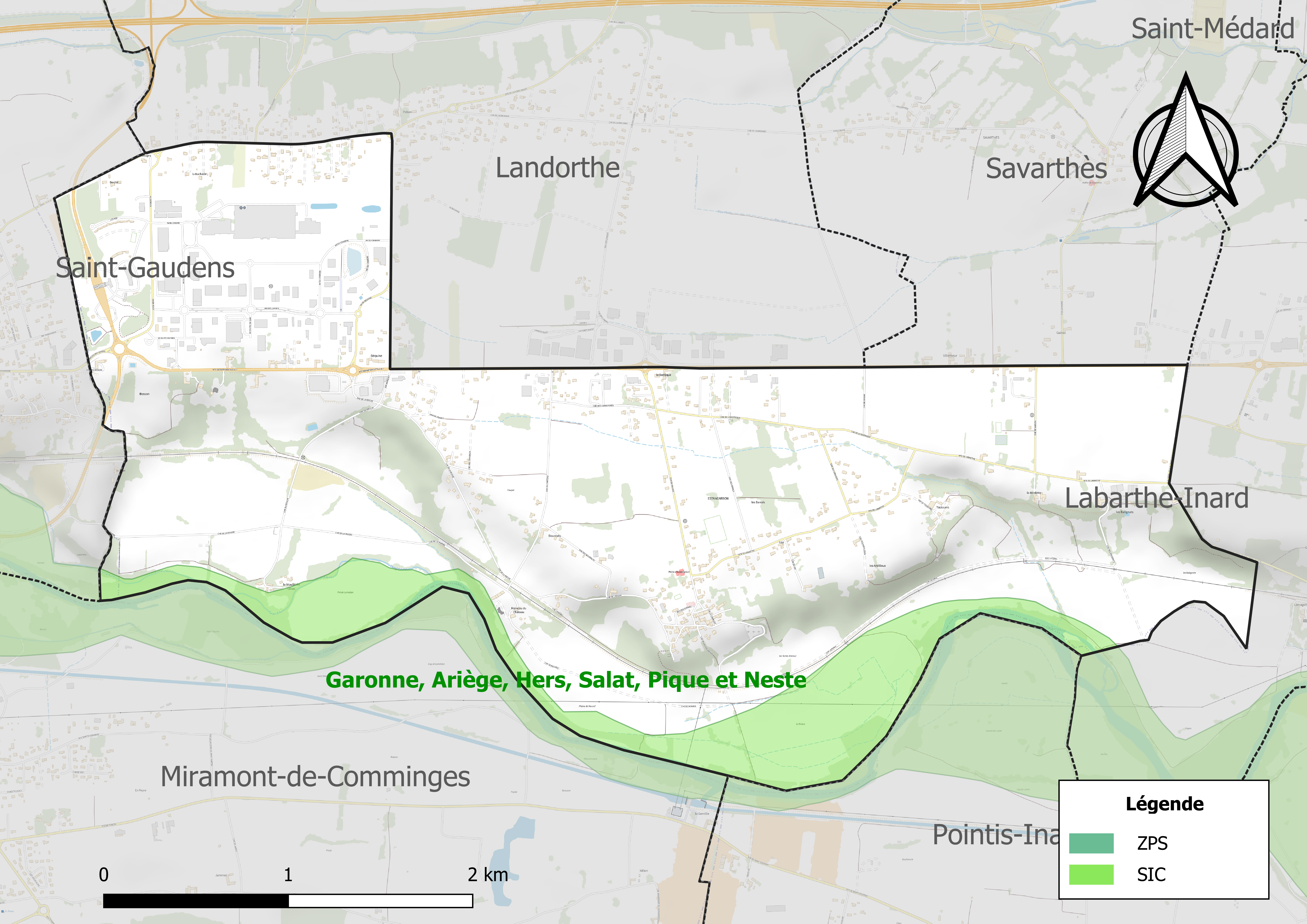
Site Natura 2000 sur le territoire communal.

Le réseau Natura 2000 est un réseau écologique européen de sites naturels d'intérêt écologique élaboré à partir des directives habitats et oiseaux, constitué de zones spéciales de conservation (ZSC) et de zones de protection spéciale (ZPS).
Un site Natura 2000 a été défini sur la commune au titre de la directive habitats : « Garonne, Ariège, Hers, Salat, Pique et Neste », d'une superficie de 9 581 ha, un réseau hydrographique pour les poissons migrateurs (zones de frayères actives et potentielles importantes pour le Saumon en particulier qui fait l'objet d'alevinages réguliers et dont des adultes atteignent déjà Foix sur l'Ariège.

#### Zones naturelles d'intérêt écologique, faunistique et floristique

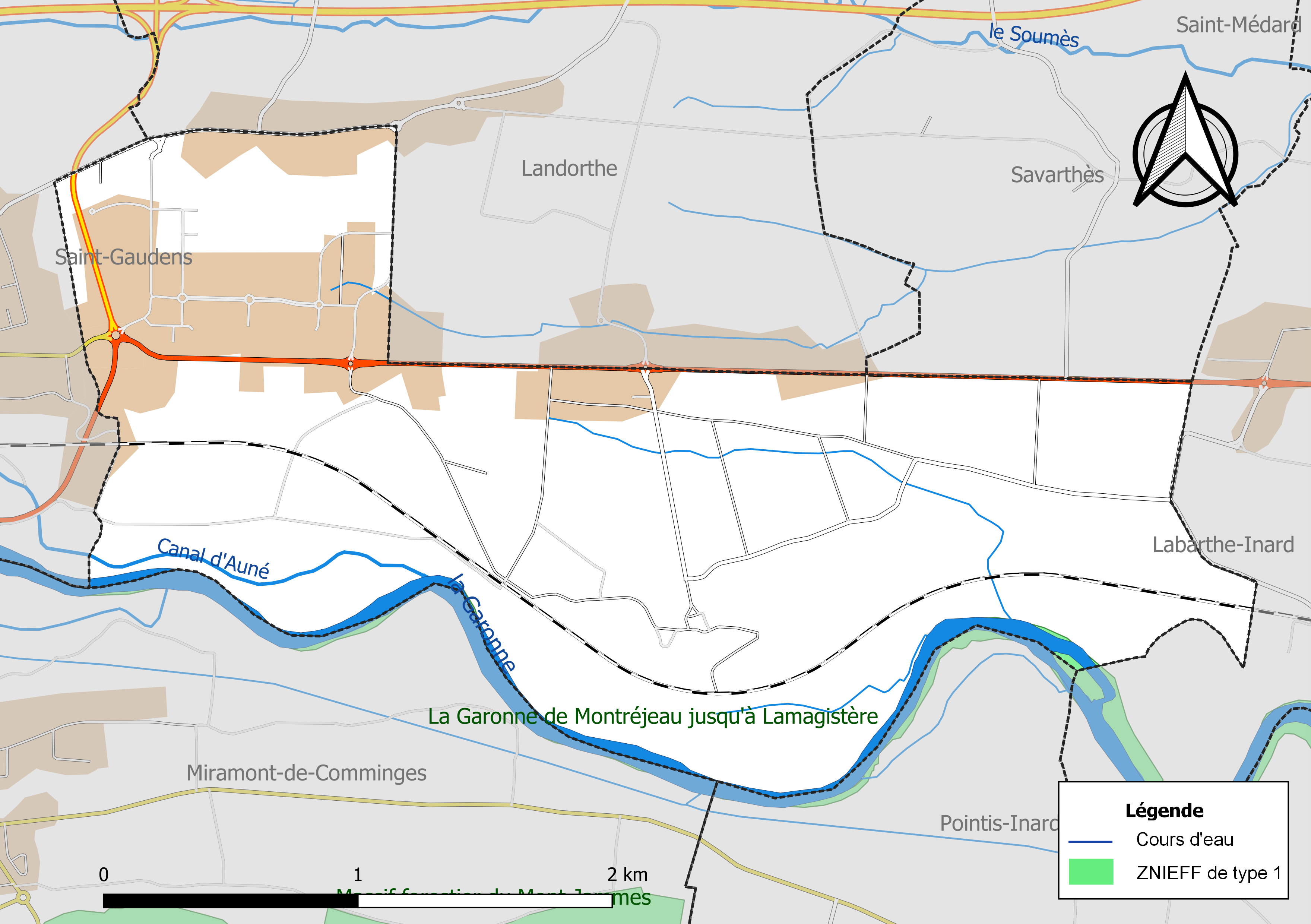
Carte de la ZNIEFF de type 1 localisée sur la commune.

L’inventaire des zones naturelles d'intérêt écologique, faunistique et floristique (ZNIEFF) a pour objectif de réaliser une couverture des zones les plus intéressantes sur le plan écologique, essentiellement dans la perspective d’améliorer la connaissance du patrimoine naturel national et de fournir aux différents décideurs un outil d’aide à la prise en compte de l’environnement dans l’aménagement du territoire.
Une ZNIEFF de type 1 est recensée sur la commune :
« la Garonne de Montréjeau jusqu'à Lamagistère » (5 075 ha), couvrant 92 communes dont 63 dans la Haute-Garonne, trois en Lot-et-Garonne et 26 en Tarn-et-Garonne et une ZNIEFF de type 2, : 
« la Garonne et milieux riverains, en aval de Montréjeau » (6 874 ha), couvrant 93 communes dont 64 dans la Haute-Garonne, trois en Lot-et-Garonne et 26 en Tarn-et-Garonne.

## Urbanisme

### Typologie
Au 1er janvier 2024, Estancarbon est catégorisée commune rurale à habitat dispersé, selon la nouvelle grille communale de densité à sept niveaux définie par l'Insee en 2022.
Elle appartient à l'unité urbaine de Saint-Gaudens, une agglomération intra-départementale regroupant sept  communes, dont elle est une commune de la banlieue,,. Par ailleurs la commune fait partie de l'aire d'attraction de Saint-Gaudens, dont elle est une commune de la couronne,. Cette aire, qui regroupe 85 communes, est catégorisée dans les aires de moins de 50 000 habitants,.

### Occupation des sols
L'occupation des sols de la commune, telle qu'elle ressort de la base de données européenne d’occupation biophysique des sols Corine Land Cover (CLC), est marquée par l'importance des territoires agricoles (66 % en 2018), en diminution par rapport à 1990 (94,7 %). La répartition détaillée en 2018 est la suivante : 
zones agricoles hétérogènes (38,4 %), terres arables (21,4 %), zones industrielles ou commerciales et réseaux de communication (17,4 %), zones urbanisées (13,6 %), prairies (6,2 %), forêts (3 %). L'évolution de l’occupation des sols de la commune et de ses infrastructures peut être observée sur les différentes représentations cartographiques du territoire : la carte de Cassini (XVIIIe siècle), la carte d'état-major (1820-1866) et les cartes ou photos aériennes de l'IGN pour la période actuelle (1950 à aujourd'hui).

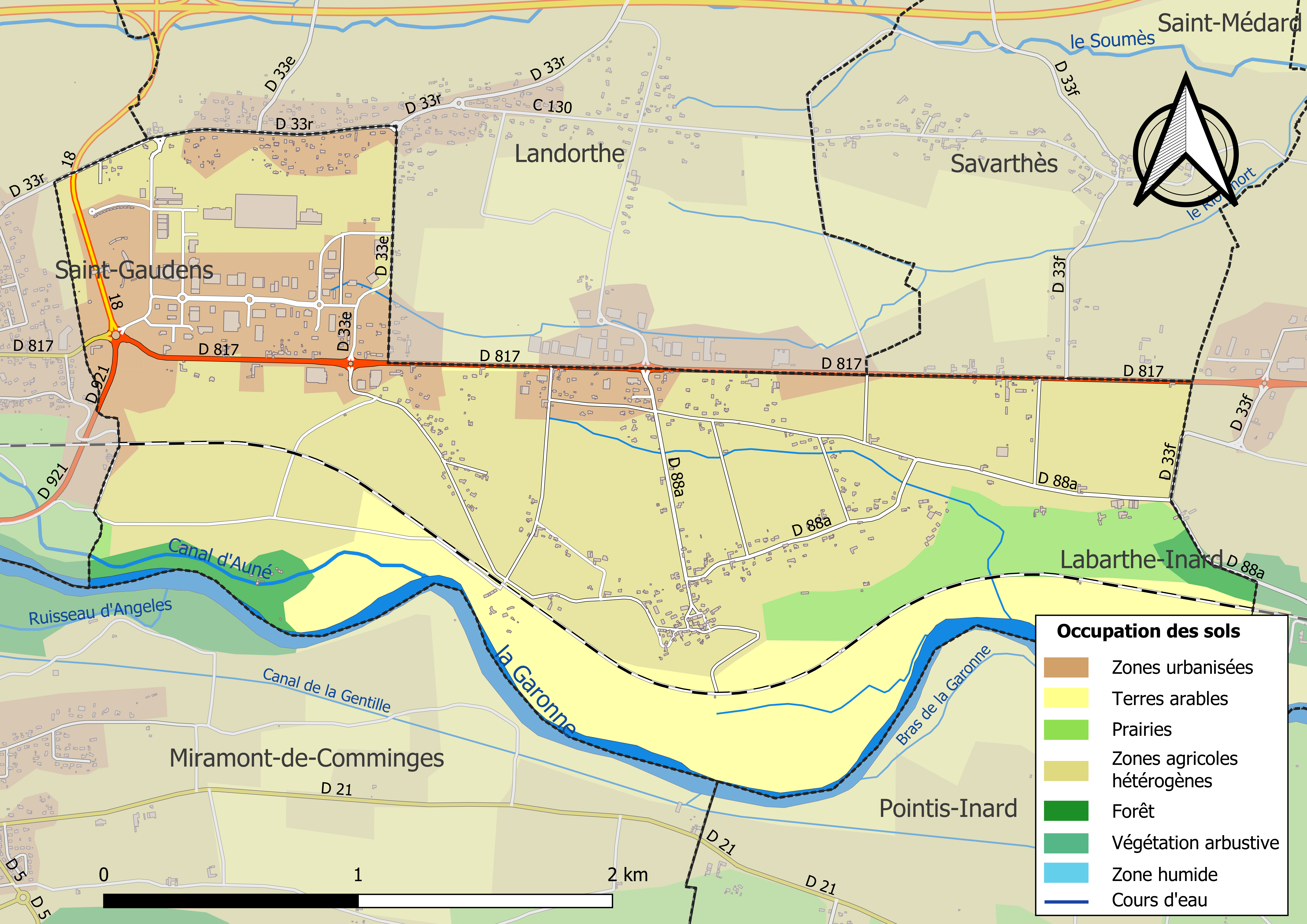
Carte des infrastructures et de l'occupation des sols de la commune en 2018 (CLC).

### Voies de communication et transports
Accès par l'autoroute A64 sortie no 18 et avec le réseau Arc-en-ciel ainsi qu'en gare de Saint-Gaudens.

### Risques majeurs
Le territoire de la commune d'Estancarbon est vulnérable à différents aléas naturels : météorologiques (tempête, orage, neige, grand froid, canicule ou sécheresse), inondations et séisme (sismicité modérée). Il est également exposé à un risque technologique, la rupture d'un barrage. Un site publié par le BRGM permet d'évaluer simplement et rapidement les risques d'un bien localisé soit par son adresse soit par le numéro de sa parcelle.

#### Risques naturels
Certaines parties du territoire communal sont susceptibles d’être affectées par le risque d’inondation par débordement de cours d'eau, notamment le canal d'Auné. La commune a été reconnue en état de catastrophe naturelle au titre des dommages causés par les inondations et coulées de boue survenues en 1982, 1999, 2007, 2008 et 2009,.

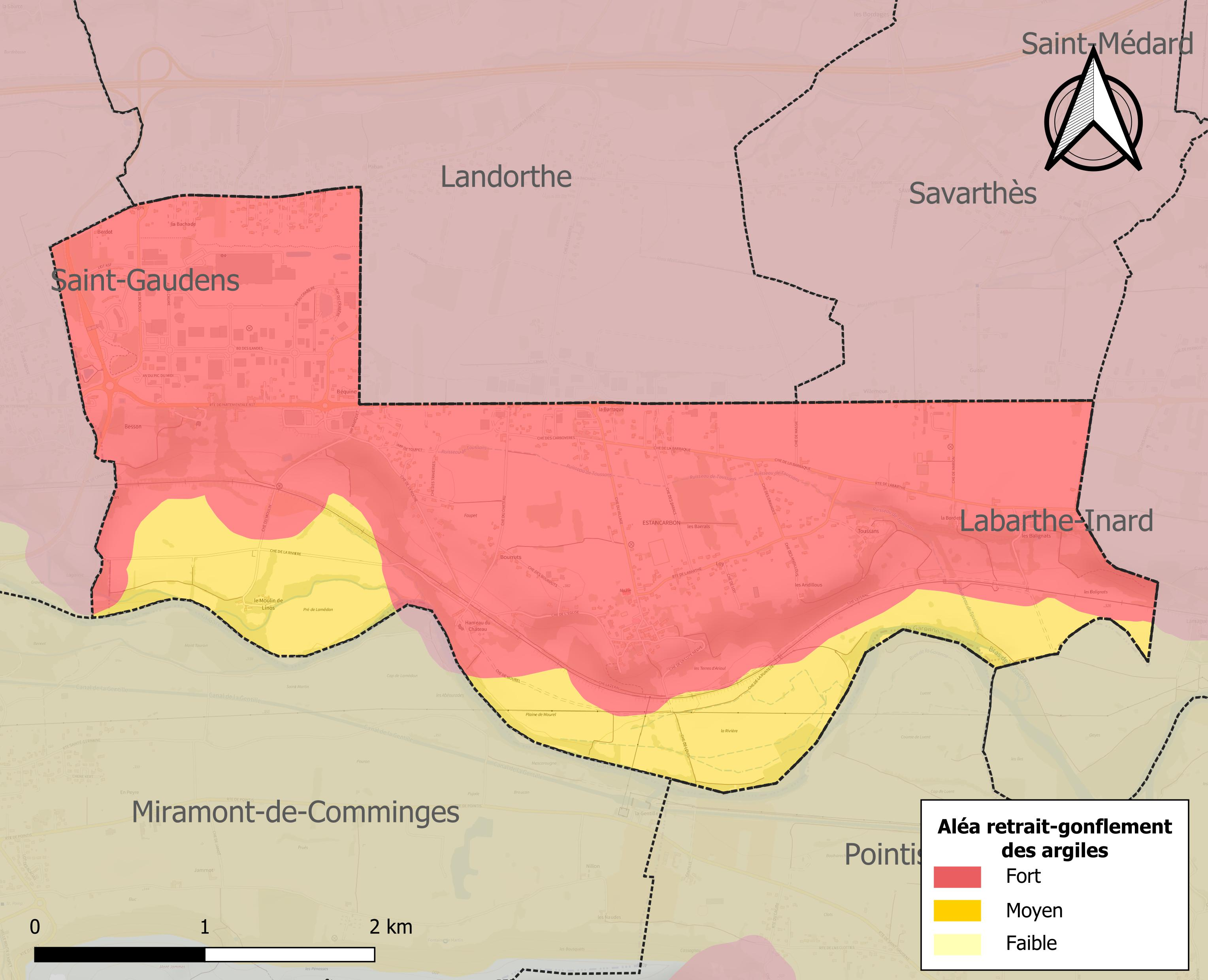
Carte des zones d'aléa retrait-gonflement des sols argileux d'Estancarbon.

Le retrait-gonflement des sols argileux est susceptible d'engendrer des dommages importants aux bâtiments en cas d’alternance de périodes de sécheresse et de pluie. La totalité de la commune est en aléa moyen ou fort (88,8 % au niveau départemental et 48,5 % au niveau national). Sur les 302 bâtiments dénombrés sur la commune en 2019, 302 sont en aléa moyen ou fort, soit 100 %, à comparer aux 98 % au niveau départemental et 54 % au niveau national. Une cartographie de l'exposition du territoire national au retrait gonflement des sols argileux est disponible sur le site du BRGM,.
Par ailleurs, afin de mieux appréhender le risque d’affaissement de terrain, l'inventaire national des cavités souterraines permet de localiser celles situées sur la commune.
Concernant les mouvements de terrains, la commune a été reconnue en état de catastrophe naturelle au titre des dommages causés par la sécheresse en 1989, 1994 et 2004 et par des mouvements de terrain en 1999.

#### Risques technologiques
La commune est en outre située en aval des barrages du Portillon, de Cap de Long (Hautes-Pyrénées) et de l'Oule (Hautes-Pyrénées). À ce titre elle est susceptible d’être touchée par l’onde de submersion consécutive à la rupture d'un de ces ouvrages.

## Politique et administration

### Administration municipale
Le nombre d'habitants au recensement de 2017 étant compris entre 500 et 1 499 habitants, le nombre de membres du conseil municipal pour l'élection de 2020 est de quinze,.

### Rattachements administratifs et électoraux
Commune faisant partie de la huitième circonscription de la Haute-Garonne, de la communauté de communes Cœur et Coteaux de Comminges et du canton de Saint-Gaudens avant le 1er janvier 2017 Estancarbon faisait partie de la communauté de communes du Saint-Gaudinois.
La commune est également membre du SIVOM de Saint-Gaudens Montréjeau Aspet Magnoac.

### Liste des maires
| Période                                  | Période     | Identité             | Étiquette | Qualité                                                   |
| ---------------------------------------- | ----------- | -------------------- | --------- | --------------------------------------------------------- |
| Les données manquantes sont à compléter. |             |                      |           |                                                           |
| 1977                                     | juin 1995   | Pierre Loubière      | PS        | Enseignant                                                |
| juin 1995                                | mars 2008   | Jean-Claude Madamour | PS        | Président de la Communauté de communes du Saint-Gaudinois |
| mars 2008                                | 25 mai 2020 | Jean-Paul Fabé       | PS        | Cadre                                                     |
| 25 mai 2020                              | En cours    | Daniel Soupène       | PS        | Producteur de spiruline                                   |

## Population et société

### Démographie
| 1793 | 1800 | 1806 | 1821 | 1831 | 1836 | 1841 | 1846 | 1851 |
| ---- | ---- | ---- | ---- | ---- | ---- | ---- | ---- | ---- |
| 373  | 709  | 375  | 433  | 523  | 562  | 554  | 545  | 508  |

| 1856 | 1861 | 1866 | 1872 | 1876 | 1881 | 1886 | 1891 | 1896 |
| ---- | ---- | ---- | ---- | ---- | ---- | ---- | ---- | ---- |
| 517  | 527  | 564  | 523  | 505  | 470  | 463  | 417  | 428  |

| 1901 | 1906 | 1911 | 1921 | 1926 | 1931 | 1936 | 1946 | 1954 |
| ---- | ---- | ---- | ---- | ---- | ---- | ---- | ---- | ---- |
| 421  | 413  | 397  | 370  | 345  | 311  | 333  | 288  | 296  |

| 1962 | 1968 | 1975 | 1982 | 1990 | 1999 | 2006 | 2011 | 2016 |
| ---- | ---- | ---- | ---- | ---- | ---- | ---- | ---- | ---- |
| 314  | 313  | 398  | 465  | 509  | 530  | 542  | 608  | 598  |

| 2021 | 2022 | - | - | - | - | - | - | - |
| ---- | ---- | - | - | - | - | - | - | - |
| 613  | 615  | - | - | - | - | - | - | - |

| selon la population municipale des années : | 1968 | 1975 | 1982 | 1990 | 1999 | 2006 | 2009 | 2013 |
| Rang de la commune dans le département      | 243  | 174  | 199  | 198  | 202  | 215  | 219  | 212  |
| Nombre de communes du département           | 592  | 582  | 586  | 588  | 588  | 588  | 589  | 589  |

### Enseignement
Estancarbon fait partie de l'académie de Toulouse.
L'éducation est assurée sur la commune par un groupe scolaire : maternelle et primaire.

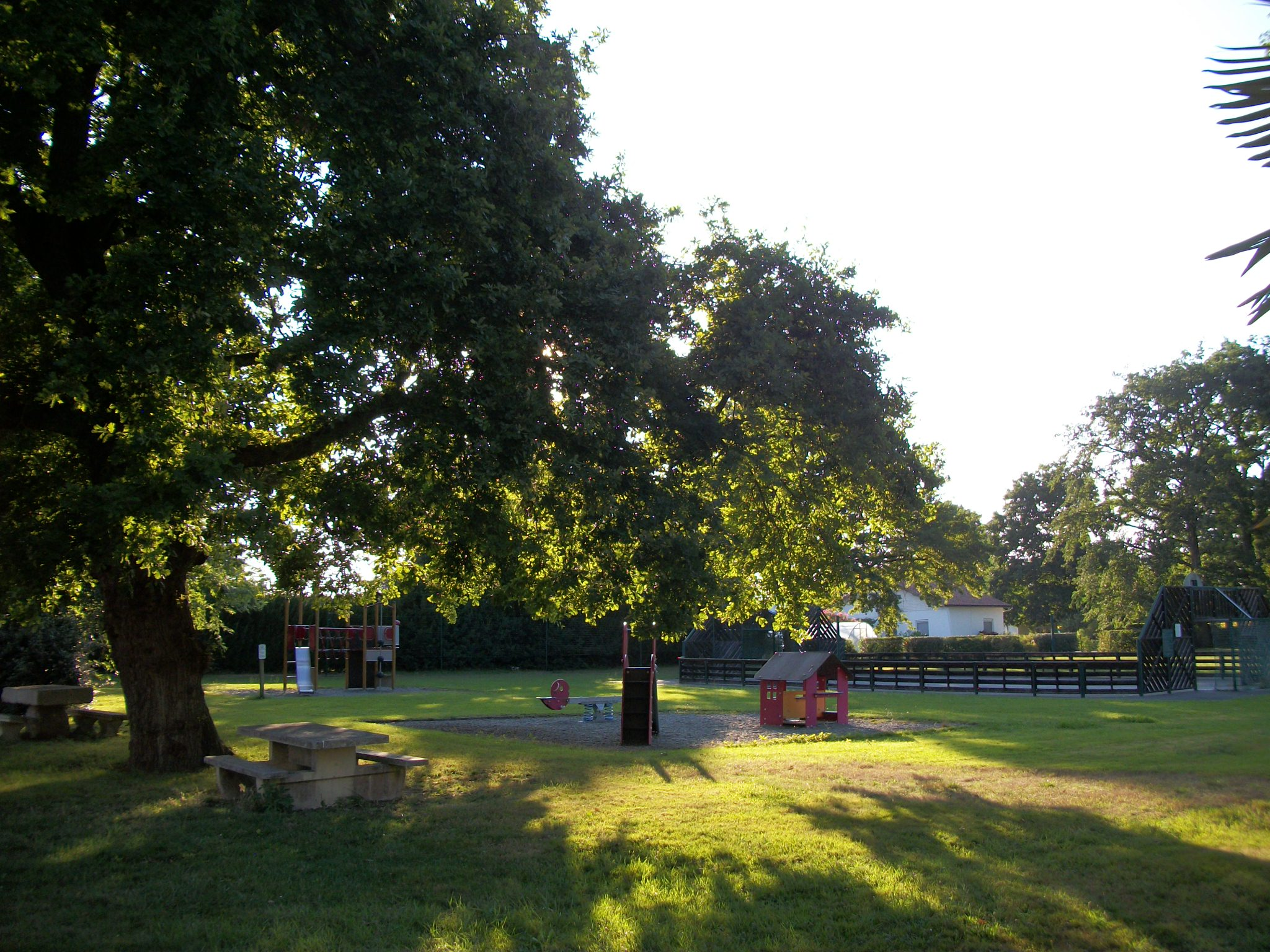
Aire de jeux

### Culture et festivité
Comité des fêtes, foyer rural, belote,

### Activités sportives
Football,

### Écologie et recyclage
Plan de prévention du risque inondation et plan communal de sauvegarde.

## Économie

### Revenus
En 2018  (données Insee publiées en septembre 2021), la commune compte 263 ménages fiscaux, regroupant 600 personnes. La médiane du revenu disponible par unité de consommation est de 21 800 € (23 140 € dans le département).

### Emploi
|                | 2008  | 2013  | 2018  |
| -------------- | ----- | ----- | ----- |
| Commune        | 7,5 % | 6,6 % | 9,2 % |
| Département    | 7,7 % | 9,6 % | 9,3 % |
| France entière | 8,3 % | 10 %  | 10 %  |

En 2018, la population âgée de 15 à 64 ans s'élève à 340 personnes, parmi lesquelles on compte 75,5 % d'actifs (66,3 % ayant un emploi et 9,2 % de chômeurs) et 24,5 % d'inactifs,. Depuis 2008, le taux de chômage communal (au sens du recensement) des 15-64 ans est inférieur à celui de la France et du département.
La commune fait partie de la couronne de l'aire d'attraction de Saint-Gaudens, du fait qu'au moins 15 % des actifs travaillent dans le pôle,. Elle compte 859 emplois en 2018, contre 567 en 2013 et 497 en 2008. Le nombre d'actifs ayant un emploi résidant dans la commune est de 231, soit un indicateur de concentration d'emploi de 372,4 % et un taux d'activité parmi les 15 ans ou plus de 52,1 %.
Sur ces 231 actifs de 15 ans ou plus ayant un emploi, 62 travaillent dans la commune, soit 27 % des habitants. Pour se rendre au travail, 88,1 % des habitants utilisent un véhicule personnel ou de fonction à quatre roues, 1,3 % les transports en commun, 9,2 % s'y rendent en deux-roues, à vélo ou à pied et 1,3 % n'ont pas besoin de transport (travail au domicile).

### Activités hors agriculture

#### Secteurs d'activités
165 établissements sont implantés  à Estancarbon au 31 décembre 2019. Le tableau ci-dessous en détaille le nombre par secteur d'activité et compare les ratios avec ceux du département,.
| Secteur d'activité                                                                                        | Commune | Commune | Département |
| Secteur d'activité                                                                                        | Nombre  | %       | %           |
| --- | ------- | ------- | ----------- |
| Ensemble                                                                                                  | 165     |         |             |
| Industrie manufacturière, industries extractives et autres                                                | 7       | 4,2 %   | (5,7 %)     |
| Construction                                                                                              | 11      | 6,7 %   | (12 %)      |
| Commerce de gros et de détail, transports, hébergement et restauration                                    | 110     | 66,7 %  | (25,9 %)    |
| Activités financières et d'assurance                                                                      | 4       | 2,4 %   | (3,8 %)     |
| Activités immobilières                                                                                    | 6       | 3,6 %   | (4,2 %)     |
| Activités spécialisées, scientifiques et techniques et activités de services administratifs et de soutien | 14      | 8,5 %   | (19,8 %)    |
| Administration publique, enseignement, santé humaine et action sociale                                    | 3       | 1,8 %   | (16,6 %)    |
| Autres activités de services                                                                              | 10      | 6,1 %   | (7,9 %)     |

Le secteur du commerce de gros et de détail, des transports, de l'hébergement et de la restauration est prépondérant sur la commune puisqu'il représente 66,7 % du nombre total d'établissements de la commune (110 sur les 165 entreprises implantées  à Estancarbon), contre 25,9 % au niveau départemental.

#### Entreprises et commerces
Les cinq entreprises ayant leur siège social sur le territoire communal qui génèrent le plus de chiffre d'affaires en 2020 sont : 
- Societe D'exploitation Commingeoise - Sodexco, hypermarchés (75 914 k€)
- Garage Comet, commerce de voitures et de véhicules automobiles légers (28 891 k€)
- Bricominges, commerce de détail de quincaillerie, peintures et verres en grandes surfaces (400 m² et plus) (5 643 k€)
- Bio Comminges, autres commerces de détail alimentaires en magasin spécialisé (4 996 k€)
- Pyretherm, travaux d'installation d'équipements thermiques et de climatisation (4 318 k€)

Le village possède plusieurs zones d'activités : la Z.A.C des Landes avec le Centre Commercial Saint-Gopôle et son hypermarché E.Leclerc et la Z.A.C Paban avec notamment un Netto et un magasin Biocoop.

### Agriculture
|               | 1988 | 2000 | 2010 | 2020 |
| ------------- | ---- | ---- | ---- | ---- |
| Exploitations | 23   | 14   | 10   | 8    |
| SAU (ha)      | 599  | 534  | 545  | 531  |

La commune est dans « La Rivière », une petite région agricole localisée dans le sud du département de la Haute-Garonne, constituant la partie piémont au relief plus doux que les Pyrénées centrales la bordant au sud et où la vallée de la Garonne s’élargit. En 2020, l'orientation technico-économique de l'agriculture sur la commune est la polyculture et/ou le polyélevage. Huit exploitations agricoles ayant leur siège dans la commune sont dénombrées lors du recensement agricole de 2020 (23 en 1988). La superficie agricole utilisée est de 531 ha,,.

## Culture locale et patrimoine

### Lieux et monuments
- Église Notre-Dame de la Nativité.
- Château des XIIIe et XVe siècles, aménagé en chambres d'hôtes[49].
- Statue de Notre-Dame de Lourdes.
- Buste du Sacré-Coeur de Jésus.

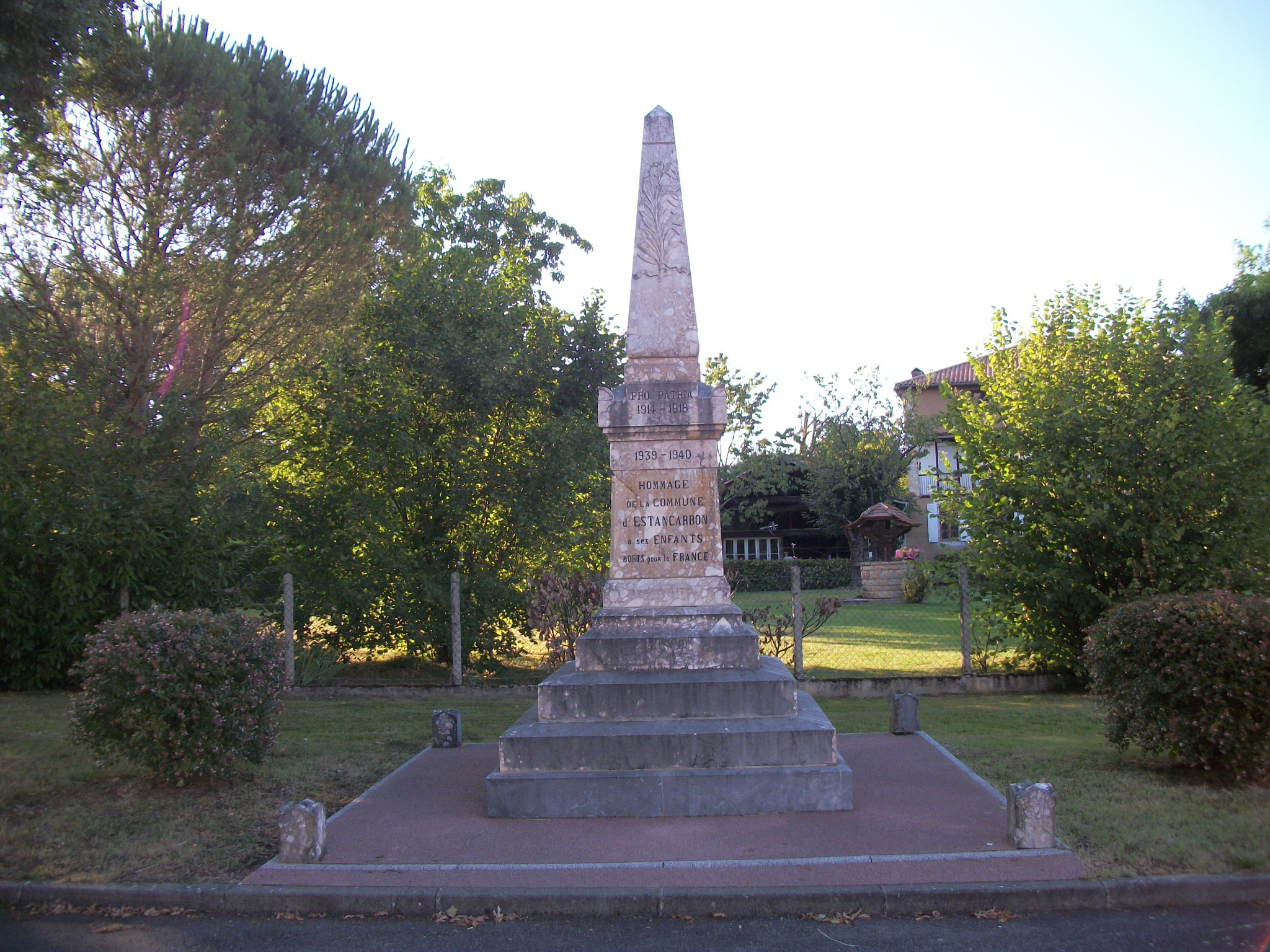
Monument aux morts
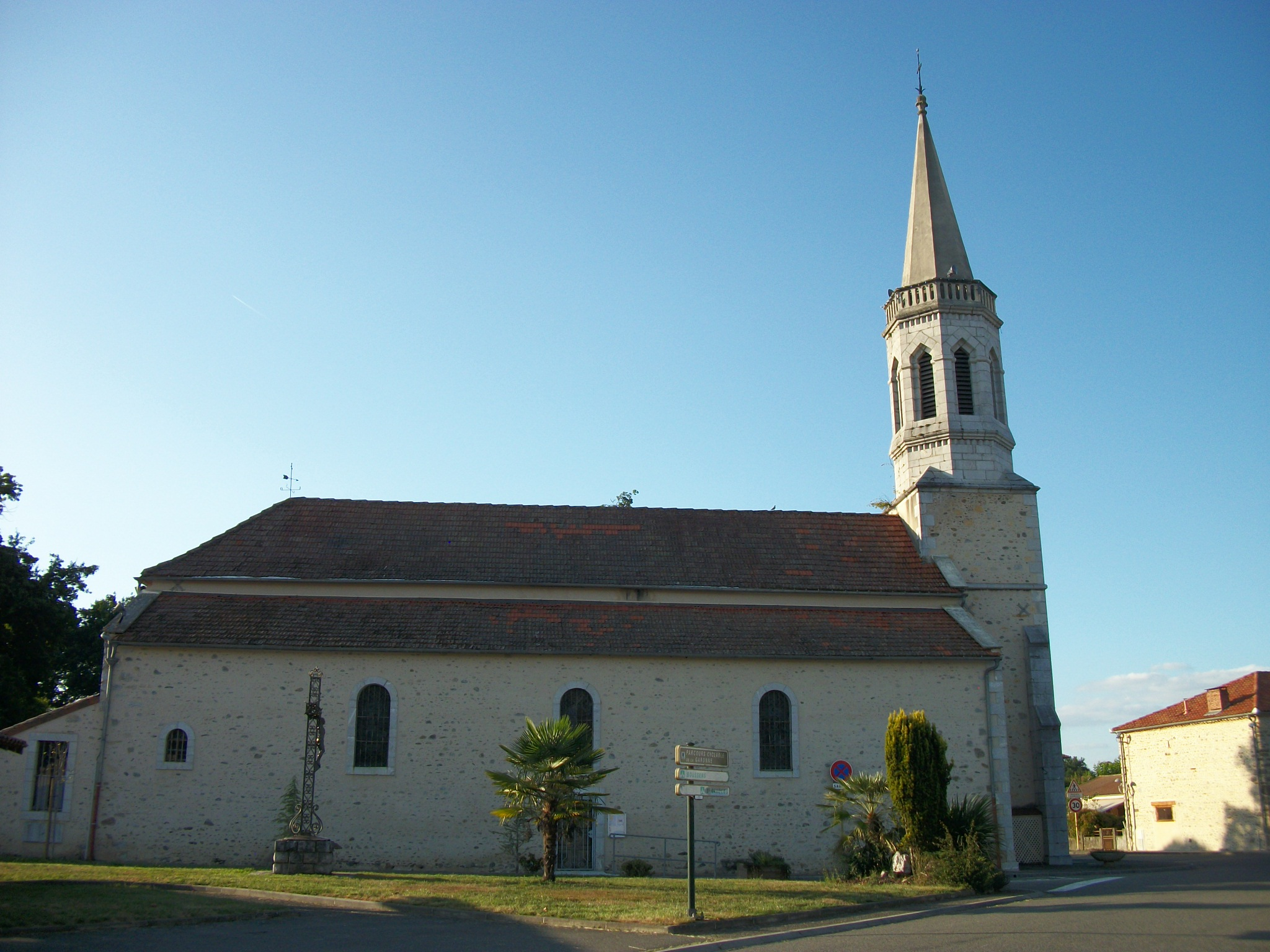
L'église Notre-Dame
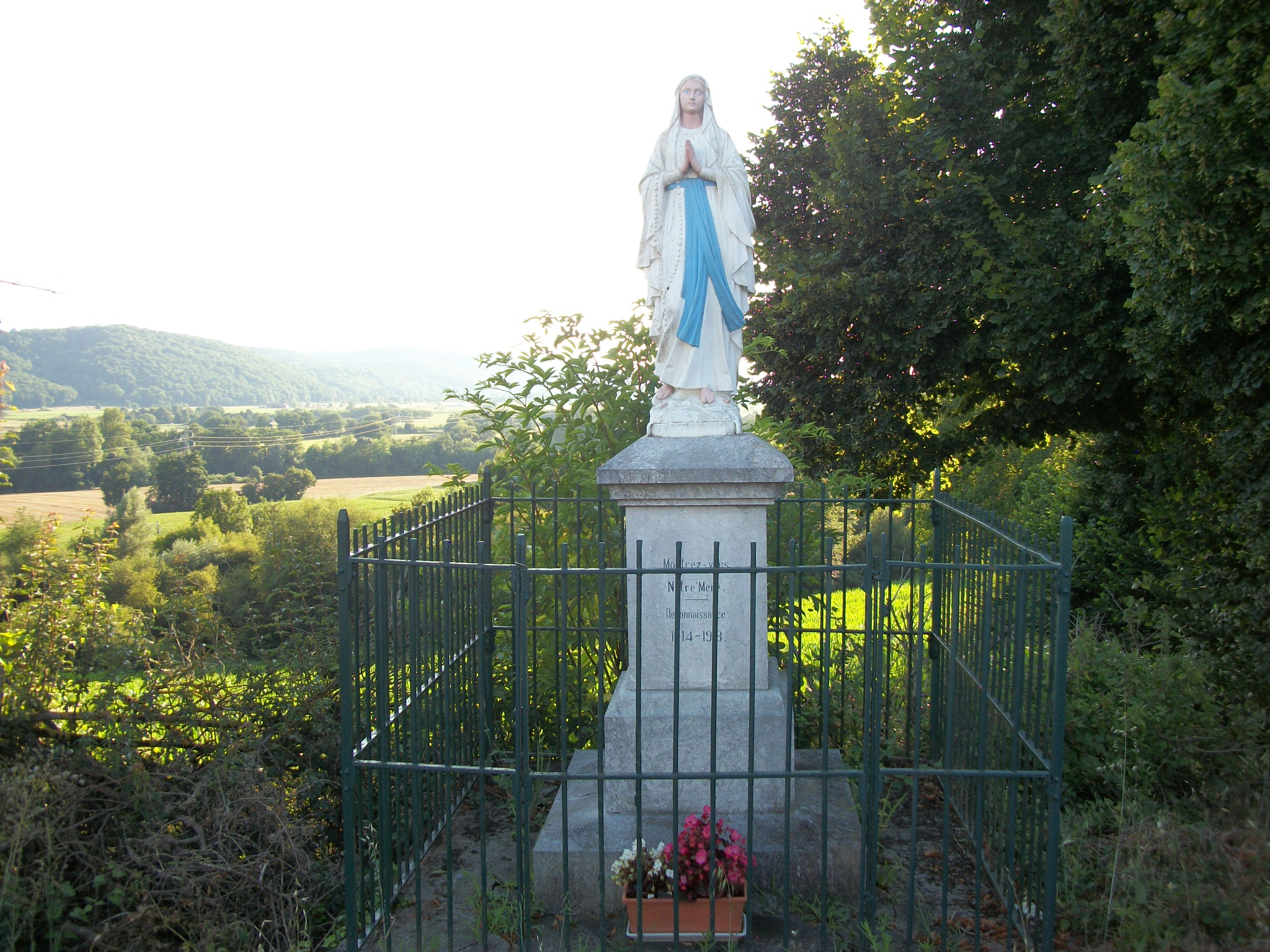
Statue de Notre-Dame de Lourdes.
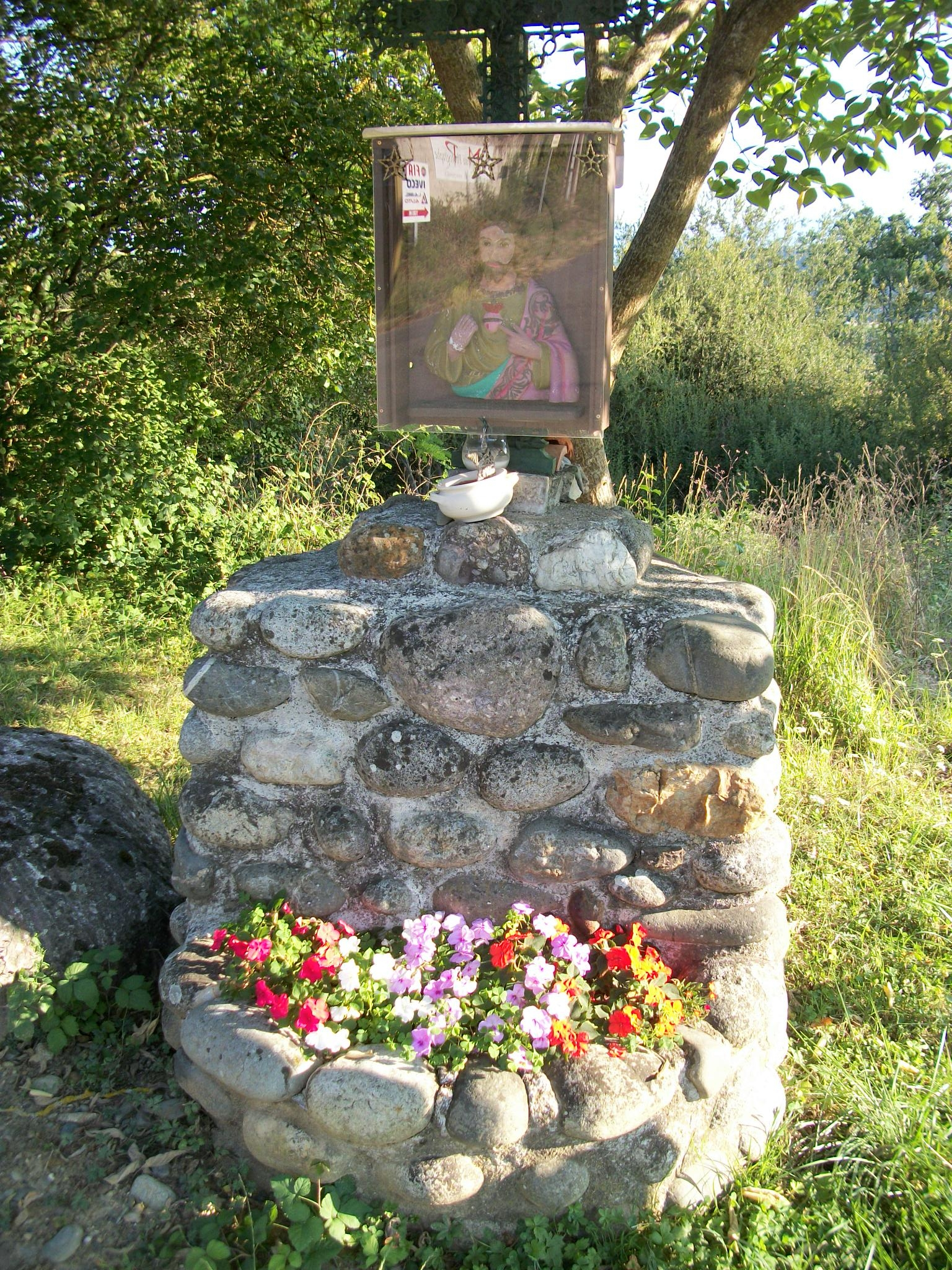
Croix et buste du Sacré-Coeur de Jésus à l'entrée de la commune de La Roche
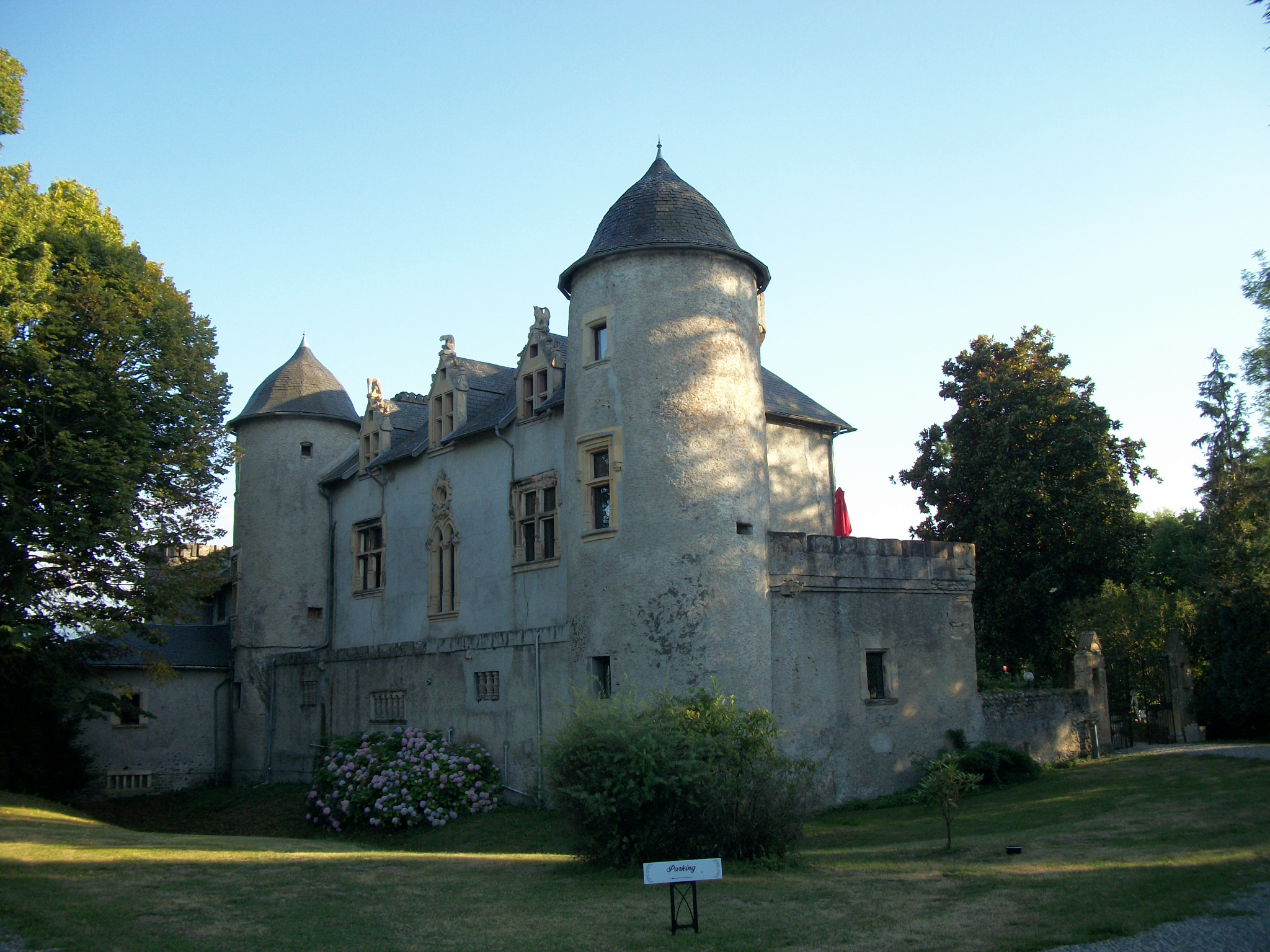
Le Château Mariande des XIIIe et XVe siècles